# Turó del Fumet
El Turó del Fumet és el punt més alt del districte de la Floresta del municipi de Sant Cugat del Vallès, a la comarca del Vallès Occidental.
A 49 metres, direcció Sur, del seu cim es troba la torre de vigilància l'Índia de prevenció d'incendis forestals a la Serra de Collserola